# Bradycellus festinans
Bradycellus festinans är en skalbaggsart som beskrevs av Thomas Casey. Bradycellus festinans ingår i släktet Bradycellus och familjen jordlöpare. Inga underarter finns listade i Catalogue of Life.